# Vicq-sur-Gartempe
 Vicq-sur-Gartempe  es una población y comuna francesa, en la región de Nueva Aquitania, departamento de Vienne, en el distrito de Châtellerault y cantón de Pleumartin.

## Demografía
| 1105 | 1014 | 893 | 756 | 668 | 715 |
| Para los censos de 1962 a 1999 la población legal corresponde a la población sin duplicidades (Fuente: INSEE [Consultar]) |      |     |     |     |     |